# Fêtes et jours fériés aux Pays-Bas
Les Pays-Bas ont le deuxième plus faible nombre de jours fériés au monde.

## Fêtes et jours fériés
| Date                                                                             | Nom français          | Nom local      | Remarques |
| -------------------------------------------------------------------------------- | --------------------- | -------------- | --- |
| 1er janvier                                                                      | Jour de l'an          | Nieuwjaarsdag  | Jour férié |
| Mars / avril                                                                     | Vendredi saint        | Goede Vrijdag  | Le Vendredi Saint n'est pas un jour férié officiel, bien que la plupart des écoles soient fermées. Certains bureaux publics sont fermés, mais les magasins et les bureaux commerciaux, comme les banques, sont ouverts. |
| Mars / avril                                                                     | Pâques                | Pasen          | Le lundi de Pâques est férié. |
| 27 avril (sauf si c'est un dimanche, auquel cas la fête est avancée le 26 avril) | Fête du Roi           | Koningsdag     | Jour de fête nationale férié, la date est définie en fonction de la date d'anniversaire du monarque qui règne. Depuis 2013, c'est Willem-Alexander (né un 27 avril) qui est roi des Pays-Bas. Les Néerlandais descendent dans la rue pour voir des concerts, des spectacles, et des animations organisées chaque année par les municipalités pour fêter l’événement. |
| 5 mai                                                                            | Jour de la libération | Bevrijdingsdag | Commémoration de la capitulation allemande lors de la Seconde Guerre mondiale, après l'occupation des Pays-Bas. Ce jour est chômé tous les cinq ans. |
| 40 jours après Pâques                                                            | Ascension             | Hemelvaartsdag | Jour férié. |
| 7 semaines après Pâques                                                          | Pentecôte             | Pinksteren     | Le lundi de Pentecôte est férié. |
| 25 et 26 décembre                                                                | Noël                  | Kerstmis       | Noël, fête religieuse, est férié. On fait le plus souvent un dîner en famille avec un sapin de Noël dans la maison. |

Dans le sud des Pays-Bas, notamment dans les provinces de Limbourg et Brabant-Septentrional, le carnaval est célébré. Bien qu'il ne s'agit pas de jours fériés officiels, de nombreuses personnes de ces provinces prennent la semaine de congé pour célébrer. Les écoles planifient leurs vacances de printemps en même temps.